# 地蔵峠 (奈良県)
地蔵峠（じぞうとうげ）は、奈良県吉野郡黒滝村にある標高533メートルの峠である。峠には地名の由来となった地蔵堂がある。なお、同名の峠は日本各地に存在する（地蔵峠の項を参照）。

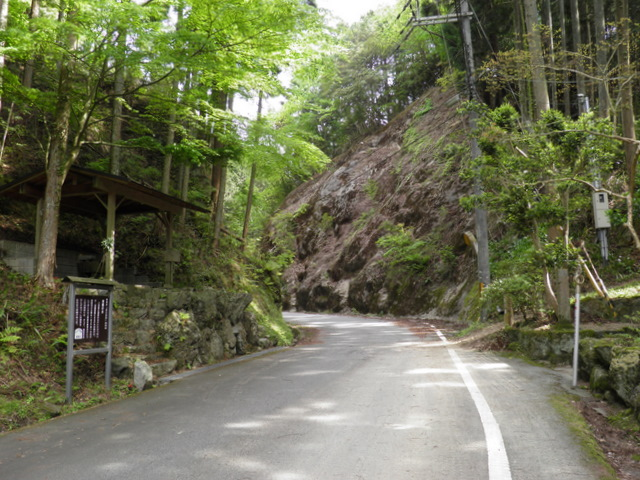
奈良県にある地蔵峠（写真は北から南を見る）。左にあるのが地蔵の水。右には地蔵堂がある

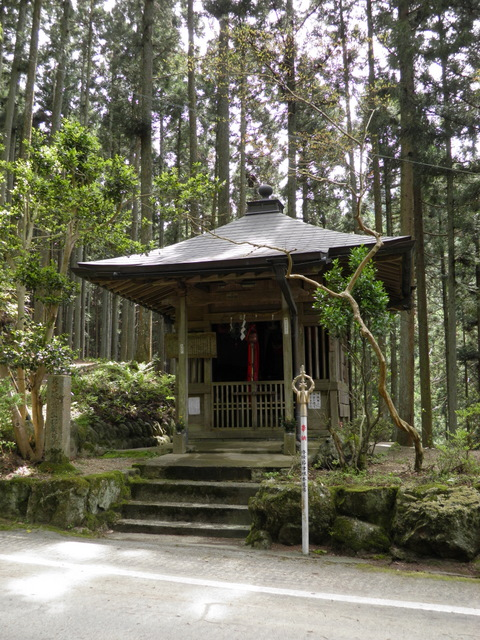
地蔵堂

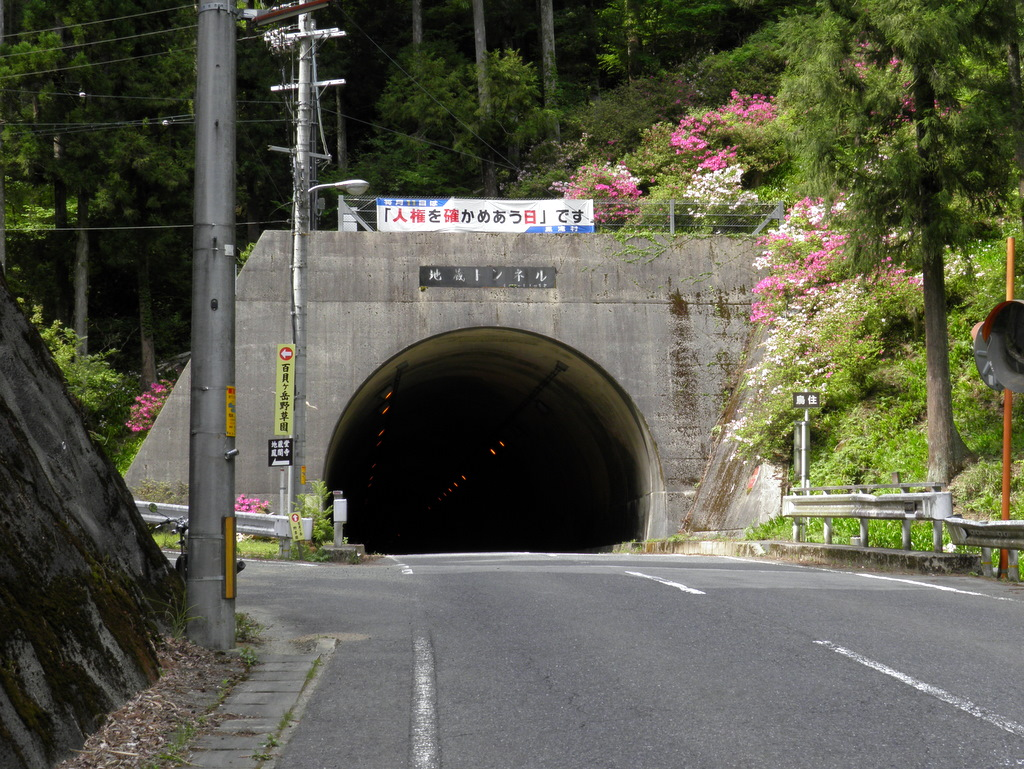
地蔵トンネル（南側）

## 道路
峠を通る道路はかつて奈良県道48号線であったが、1991年（平成3年）11月に地蔵トンネル（1252.5 m）が開通し旧道となっている。道路は峠付近を除けば1.5車線が続く。北側はカーブが多いが南側は比較的まっすぐな道である。

## 伝承
伝承によれば、大同4年（809年）に空海（弘法大師）が日韓唐の土を集めて地蔵菩薩像を造り祀ったのが始まりとされ、地蔵堂はもとは近くにある鳳閣寺の別院だったという。現在祀られている地蔵菩薩像は江戸時代に造立されたもの。

## その他
- 地蔵堂の向かいには地蔵の水がある。かつて峠には茶屋があり湯茶がふるまわれていたという。
- 峠を越えるバス路線があったが現在は廃止されている。地蔵堂の右側にある休憩所のような建物は待合所であった。